# Перфіт
Перфіт (фр. Perrefitte) — громада  в Швейцарії в кантоні Берн, адміністративний округ Бернська Юра.

## Географія
Громада розташована на відстані близько 38 км на північ від Берна.
Перфіт має площу 8,6 км², з яких на 3,8% дозволяється будівництво (житлове та будівництво доріг), 30,3% використовуються в сільськогосподарських цілях, 65,6% зайнято лісами, 0,2% не є продуктивними (річки, льодовики або гори).

## Демографія
2019 року в громаді мешкало 467 осіб (-2,7% порівняно з 2010 роком), іноземців було 13,9%. Густота населення становила 54 осіб/км².
За віковим діапазоном населення розподілялося таким чином: 19,5% — особи молодші 20 років, 55,9% — особи у віці 20—64 років, 24,6% — особи у віці 65 років та старші. Було 204 помешкань (у середньому 2,3 особи в помешканні).
Із загальної кількості 82 працюючих 24 було зайнятих в первинному секторі, 20 — в обробній промисловості, 38 — в галузі послуг.